# Microhyle leopardella
Microhyle leopardella är en fjärilsart som beskrevs av De Toulgoët 1972. Microhyle leopardella ingår i släktet Microhyle och familjen björnspinnare. Inga underarter finns listade i Catalogue of Life.